# Vera Brandes
Vera Brandes, född 1956 i Köln i Tyskland, är en tysk musikproducent och musik- och medieforskare.
Vera Brandes började organisera jazzkonserter och -turnéer vid 16 års ålder. År 1974 organiserade hon konsertserien New Jazz in Cologne, med bland andra kvartetten Gary Burton. Den 24 januari 1975 arrangerade hon den omtalade Kölnkonserten av Keith Jarrett som den femte konserten i serien New Jazz in Cologne. 
Hon producerade och förlade fler än 350 album i egna eller delägda skivbolag, bland andra album med Mikis Theodorakis, Barbara Thompson, Hermeto Pascoal, Theo Jörgensmann och Andreas Vollenweider.
Som medlem i fredsrörelsen tog hon initiativ till One World Music Festival, som ägde rum för första gången 1990 på Tanzbrunnen i Köln.
Efter en bilolycka började hon studera musikens medicinska effekter 1995. Från 2004 till 2017 ledde hon ett forskningsprogram för musikmedicin vid Paracelsus Private Medical University  i Salzburg.
År 2023 gjordes långfilmen Köln 75 om hur Vera Brandes organiserade Kölnkonserten efter ett manus och i regi av Ido Fluk. Filmen hade premiär på Berlins internationella filmfestival i januari 2025.. En andra dokumentärfilm, Lost in Köln, är också planerad att ha premiär under 2025.